# 青木希久子
青木 希久子（あおき きくこ、1975年3月25日 - ）は、元日本放送協会 (NHK) のアナウンサー。
静岡県清水市（現・静岡市清水区）出身。静岡県立清水南高等学校、津田塾大学を卒業後、1998年にNHKに入局。
既婚者で、2児の母。夫もNHKのアナウンサーである。

## 担当番組
- 謎解き 加賀百万石への道[4][5]
- ほっとイブニング - キャスター（2003年9月29日 - 2004年9月24日）
- ウイークエンド中部 - キャスター（2004年度・2005年度[6]）
- お昼ですよ！愛・地球博 - キャスター[7]
- おはよう東海（2006年4月[3] - 9月）
- ゆうどきネットワーク - 育児休業中であった安部みちこの代理出演（2009年2月2日 - 2月6日）
- たーんとみのひだ - 「はぐはぐ広場」担当[8]
- ニュース845東海 - 「ニュース855・岐阜」担当[2]
- ワタナベマキのKitchen Talk（2021年4月4日 - 7月11日、InterFM897）